# Allium bassitense
Allium bassitense là một loài thực vật có hoa trong họ Amaryllidaceae. Loài này được J.Thiébaut mô tả khoa học đầu tiên năm 1948.